# Tapinocyba cameroni
Tapinocyba cameroni là một loài nhện trong họ Linyphiidae.
Loài này thuộc chi Tapinocyba. Tapinocyba cameroni được miêu tả năm 2007 bởi Dupérré & Paquin.